# Henri Erdmann
Henri Erdmann, auch Henry Erdmann (* 19. Februar 1878 in Braunschweig; † 10. Juni 1937 ebenda) war ein deutscher Politiker (SPD). Von 1918 bis 1930 war er Mitglied des Braunschweigischen Landtages.

## Leben
Henri Erdmann lernte den Beruf eines Bürogehilfen und arbeitete von 1902 bis 1917 in unterschiedlichen kaufmännischen Positionen in Wolfenbüttel. Von 1917 bis 1923 war er Geschäftsführer der dortigen Allgemeinen Ortskrankenkasse. Anschließend war er bis 1931, als er von der neuen DNVP-NSDAP-Landesregierung entlassen wurde, Kreisdirektor des Landkreises Braunschweig. Sein Ruhegehalt wurde ihm zum 1. Oktober 1933 entzogen.
Erdmann war seit 1907 Mitglied der SPD. Nach dem Ersten Weltkrieg wurde er Vorsitzender der SPD-Wahlkreisorganisation Wolfenbüttel-Helmstedt und der SPD-Kreisorganisation Wolfenbüttel. Von 1918 bis 1933 war Erdmann Mitglied des Braunschweigischen Landtages.
Im August 1935 wurde Erdmann im KZ Dachau inhaftiert. Dort erkrankte er schwer. Er wurde aus dem Konzentrationslager entlassen und mehrmals operiert, erholte sich jedoch nicht mehr.